# Championnat du monde de baseball 18 ans et moins
Le Championnat du monde de baseball 18 ans et moins est une compétition internationale sous l'égide de la Fédération internationale de baseball (IBAF). Cette épreuve créée en 1981 se joue tous les deux ans.
Le Championnat du monde de baseball 18 ans et moins 2013 se déroule à Taïwan. Les États-Unis remportent le titre, leur septième dans la compétition.

## Histoire
Cette compétition est créée en 1981. La première édition se déroule aux États-Unis et est remportée par la Corée du Sud. La compétition est annuelle jusqu'en 2000 (pas d'édition en 1998) et prend ensuite sa périodicité actuelle de deux ans.
Cuba est la nation la plus titrée dans la compétition avec 11 victoires.

## La compétition
La compétition se tient en deux phases: une phase de poules et une phase finale. Les équipes sont réparties en deux poules de six et s'affrontent au format round robin.
Les 4 premiers de chaque poule se qualifient pour les quarts-de-finale, tandis que les deux derniers jouent des matchs de classement croisés.

## Palmarès
| Année        | Lieu         |              | Or           | Argent       | Bronze |
| ------------ | ------------ | ------------ | ------------ | ------------ | ------ |
| 1981 Détails | États-Unis   | Corée du Sud | États-Unis   | Australie    |        |
| 1982 Détails | États-Unis   | États-Unis   | Japon        | Australie    |        |
| 1983 Détails | États-Unis   | Taïwan       | États-Unis   | Canada       |        |
| 1984 Détails | Canada       | Cuba         | États-Unis   | Taïwan       |        |
| 1985 Détails | États-Unis   | Cuba         | États-Unis   | Taïwan       |        |
| 1986 Détails | Canada       | Cuba         | Taïwan       | États-Unis   |        |
| 1987 Détails | Canada       | Cuba         | États-Unis   | Canada       |        |
| 1988 Détails | Australie    | États-Unis   | Cuba         | Taïwan       |        |
| 1989 Détails | Canada       | États-Unis   | Cuba         | Australie    |        |
| 1990 Détails | Cuba         | Cuba         | Taïwan       | États-Unis   |        |
| 1991 Détails | Canada       | Canada       | Taïwan       | États-Unis   |        |
| 1992 Détails | Mexique      | Cuba         | États-Unis   | Taïwan       |        |
| 1993 Détails | Canada       | Cuba         | États-Unis   | Taïwan       |        |
| 1994 Détails | Canada       | Corée du Sud | États-Unis   | Taïwan       |        |
| 1995 Détails | États-Unis   | États-Unis   | Taïwan       | Australie    |        |
| 1996 Détails | Cuba         | Cuba         | Taïwan       | États-Unis   |        |
| 1997 Détails | Canada       | Cuba         | Taïwan       | Canada       |        |
| 1999 Détails | Taïwan       | États-Unis   | Taïwan       | Cuba         |        |
| 2000 Détails | Canada       | Corée du Sud | États-Unis   | Cuba         |        |
| 2002 Détails | Canada       | Cuba         | Taïwan       | États-Unis   |        |
| 2004 Détails | Taïwan       | Cuba         | Japon        | Corée du Sud |        |
| 2006 Détails | Cuba         | Corée du Sud | États-Unis   | Canada       |        |
| 2008 Détails | Canada       | Corée du Sud | États-Unis   | Cuba         |        |
| 2010 Détails | Canada       | Taïwan       | Australie    | Cuba         |        |
| 2012 Détails | Corée du Sud | États-Unis   | Canada       | Taïwan       |        |
| 2013 Détails | Taïwan       | États-Unis   | Japon        | Cuba         |        |
| 2015 Détails | Japon        | États-Unis   | Japon        | Corée du Sud |        |
| 2017 Détails | Canada       | États-Unis   | Corée du Sud | Japon        |        |
| 2019 Détails | Corée du Sud | Taïwan       | États-Unis   | Corée du Sud |        |

## Bilan par nation
| Rang | Pays         | Or | Argent | Bronze | Total |
| ---- | ------------ | -- | ------ | ------ | ----- |
| 1    | Cuba         | 11 | 2      | 5      | 18    |
| 2    | États-Unis   | 9  | 12     | 5      | 26    |
| 3    | Corée du Sud | 5  | 1      | 3      | 9     |
| 4    | Taïwan       | 3  | 8      | 7      | 18    |
| 5    | Canada       | 1  | 1      | 4      | 6     |
| 6    | Japon        | 0  | 4      | 1      | 5     |
| 7    | Australie    | 0  | 1      | 4      | 5     |